# Octavian Ursu
Octavian Ursu (n. 28 octombrie 1967, București, România) este un politician german, profesor de muzică și trompetist solo de origine română. Din 1 august 2019 este primar general al orașului Görlitz din partea CDU. A fost membru al Landtagulului Saxoniei din 2014.

## Familie
Octavian Ursu provine dintr-o familie de origine română din Sibiu care s-a mutat mai târziu la București. În 1993, fiind deja în Germania, s-a căsătorit cu Désirée, fiica unei familii  din Silezia Superioară refugiate în timpul celui de Al Doilea Război Mondial care a trăit în Turingia până în 1956 și apoi a fugit pentru a doua oară – de data aceasta în Republica Federală Germană. Désirée s-a mutat, în 1990, după bacalaureat, mai întâi la Dresda și un an mai târziu la Görlitz pentru a studia. A devenit o cântăreață de muzică clasică (contralto). Soții au două fete: Silviana și Diandra. Familia este de religie ortodoxă. Conform afirmației sale, Octavian Ursu mai are multe rude apropiate În România mai trăiește doar tatăl.

## Biografie

### Muzicianul

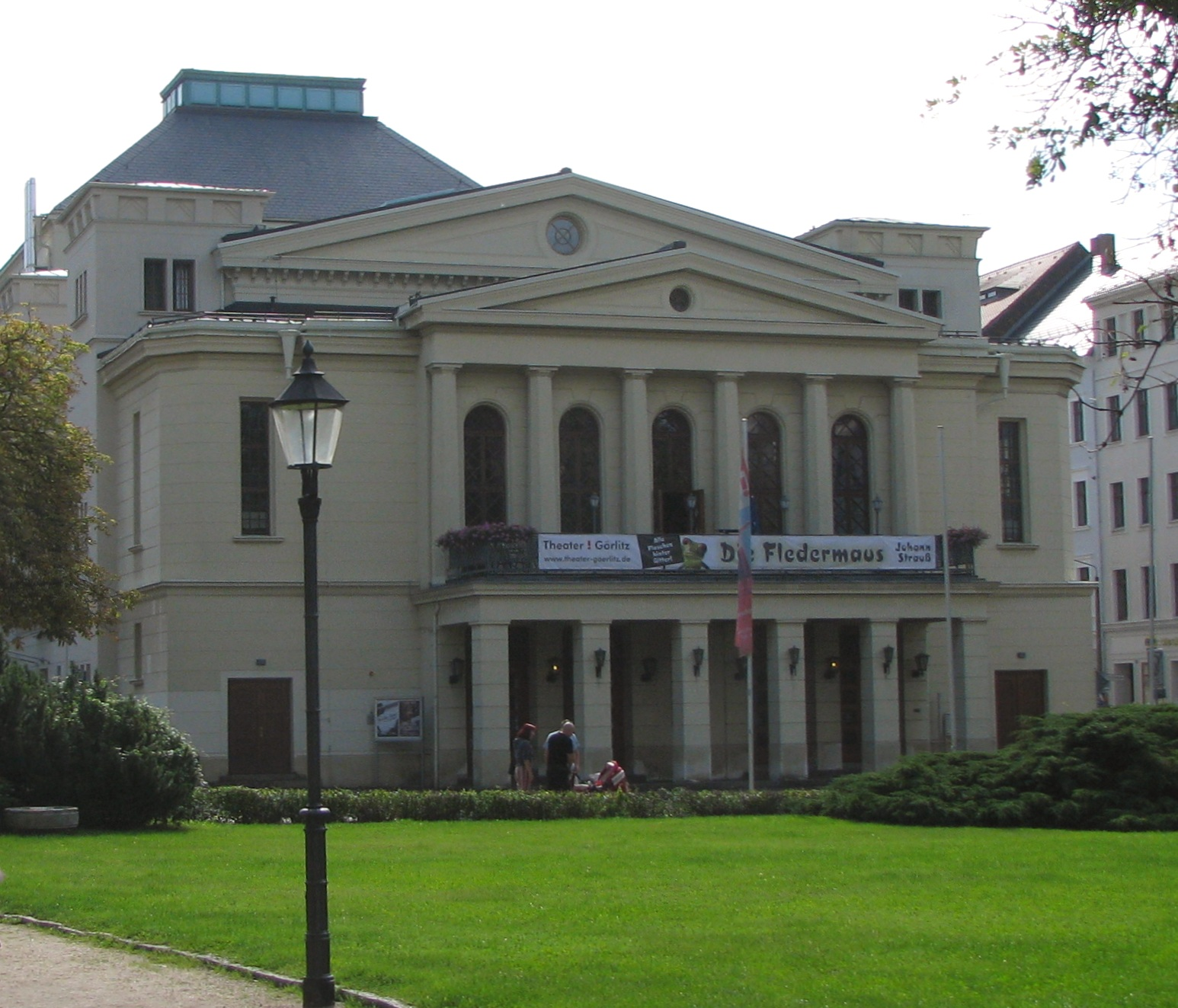
Teatrul din Görlitz

Ursu s-a născut și a crescut în București, unde a absolvit liceul în 1986. S-a înscris apoi la Universitatea Națională de Muzică București unde a studiat muzica și pedagogia. A absolvit-o în 1990 cu obținerea examenului de stat. Ca student a participat în decembrie 1989, ca mulți dintre comilitonii săi, la Revoluția Română din 1989 care a dus la răsturnarea regimului comunist din România.
După examen a venit din întâmplare la Görlitz, ne-intuind că acest oraș și Germania vor deveni noua sa patrie. După o audiție la Neue Lausitzer Philharmonie (azi: Gerhart-Hauptmann-Theater Görlitz-Zittau) în Görlitz, a fost angajat drept trompetist solo în teatru, o activitate profesională exercitată pe lângă multe alte obligații până în 2014. Intenția sa principală a fost inițial economisirea de bani pentru a putea cumpăra instrumente noi și bune. După maxim doi ani, conform planului, a vrut să se întoarcă la București. Dar în 1991 și-a întâlnit viitoarea soție, o circumstanță care a avut să-i schimbe planul de viață.
Între 1991 și 1994 a absolvit un al doilea studiu la Academia Internațională de Muzică „Anton Rubinstein” în Düsseldorf, pe care l-a terminat cu diplomă. Din anul 1998 a fost lector la „Colegiul de Muzică Bisericească” precum și la „Școala de Muzică J.A. Hiller” din Görlitz, iar între 2000-2010 președintele comitetului de întreprindere al Teatrului de Muzică Görlitz, respectiv între 2010 și 2014 președintele general al comitetului de întreprindere al „Teatrului Gerhart Hauptmann Görlitz-Zittau GmbH”.

### Politicianul

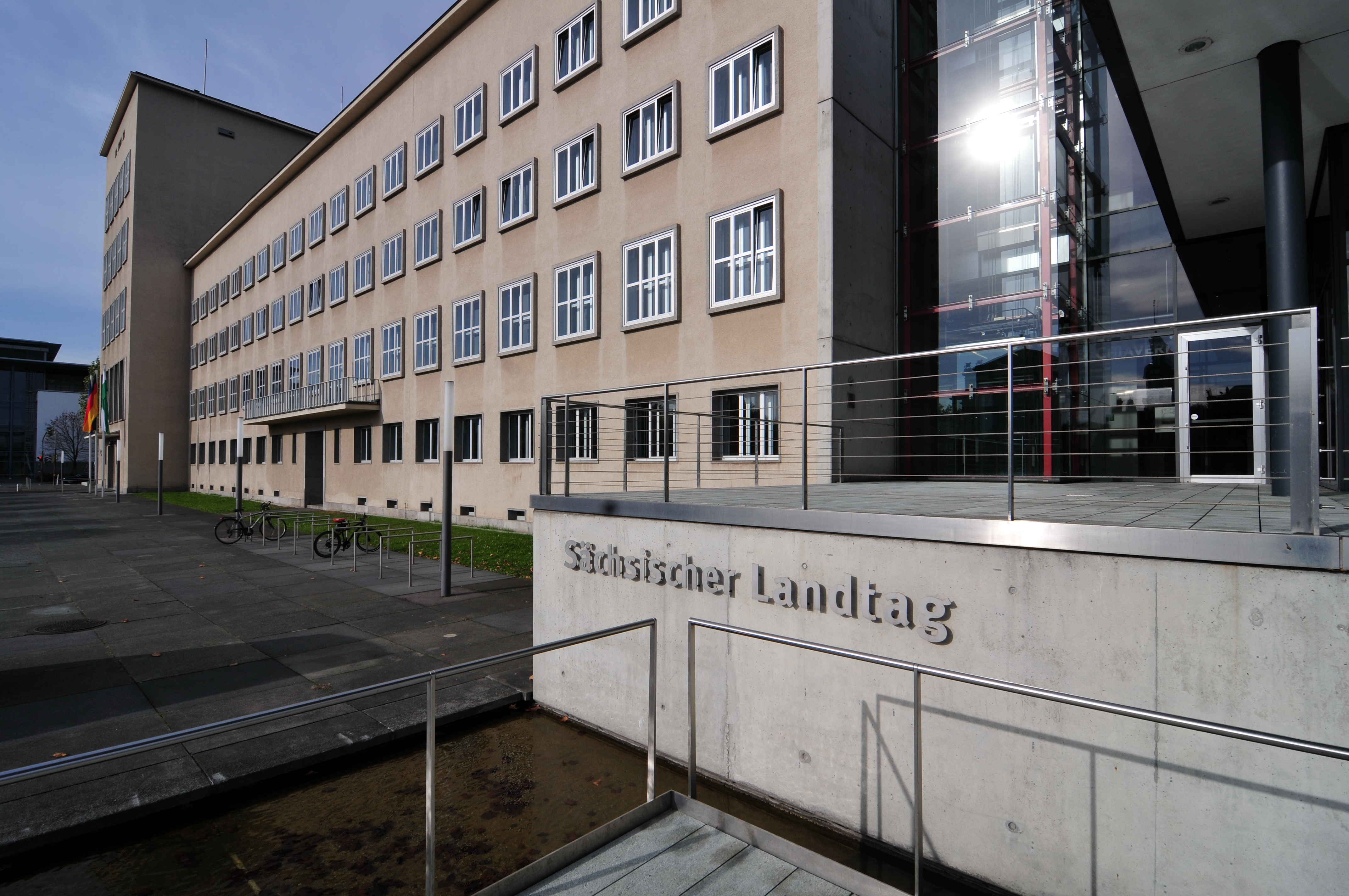
Landtagul Saxoniei din Dresda

A început și o carieră politică. Astfel, în 2009, a devenit membru al CDU, și numai scurt timp după acea, încă în același an, consilier municipal și vicepreședinte al consiliului. Din 2010 a fost președinte al asociației orășenești CDU Görlitz și din 2011 membru al consiliului regional al CDU din comună.
La alegerile pentru Landtagul Saxoniei de la 31 august 2014 a cucerit mandatul direct în circumscripția electorală nr 58 (Görlitz 2). În parlamentul țării în Dresda a fost ales membru al comisiei pentru știință și a instituțiilor de învățământ superior, cultură și mass-media precum membru al comitetului european, mai departe în 2015 în Kultursenat des Freistaates Sachsen („Senatul de Cultură al Statului Saxonia” precum în Kuratorium der Sächsischen Landeszentrale für politische Bildung („Consiliul de Administrație al Centrului de Educație Politică al Saxoniei”). În același an a preluat în plus președinția grupului de acțiune temporar „Integrare și Imigrație” și a fost numit membru al „Comitetului Național de Securitate Internă”. Începând cu noiembrie 2015, a fost ales de asemenea adjunct al consiliului regional al CDU Saxonia și președinte al CDU în districtul Görlitz. În toamna anului 2016, Octavian Ursu a fost delegat de către Stanislaw Tillich, prim-ministrul Landului pe atunci, la Stiftung Entwicklung und Frieden („Consiliul de Administrație al Fundației pentru Dezvoltare și Pace”).

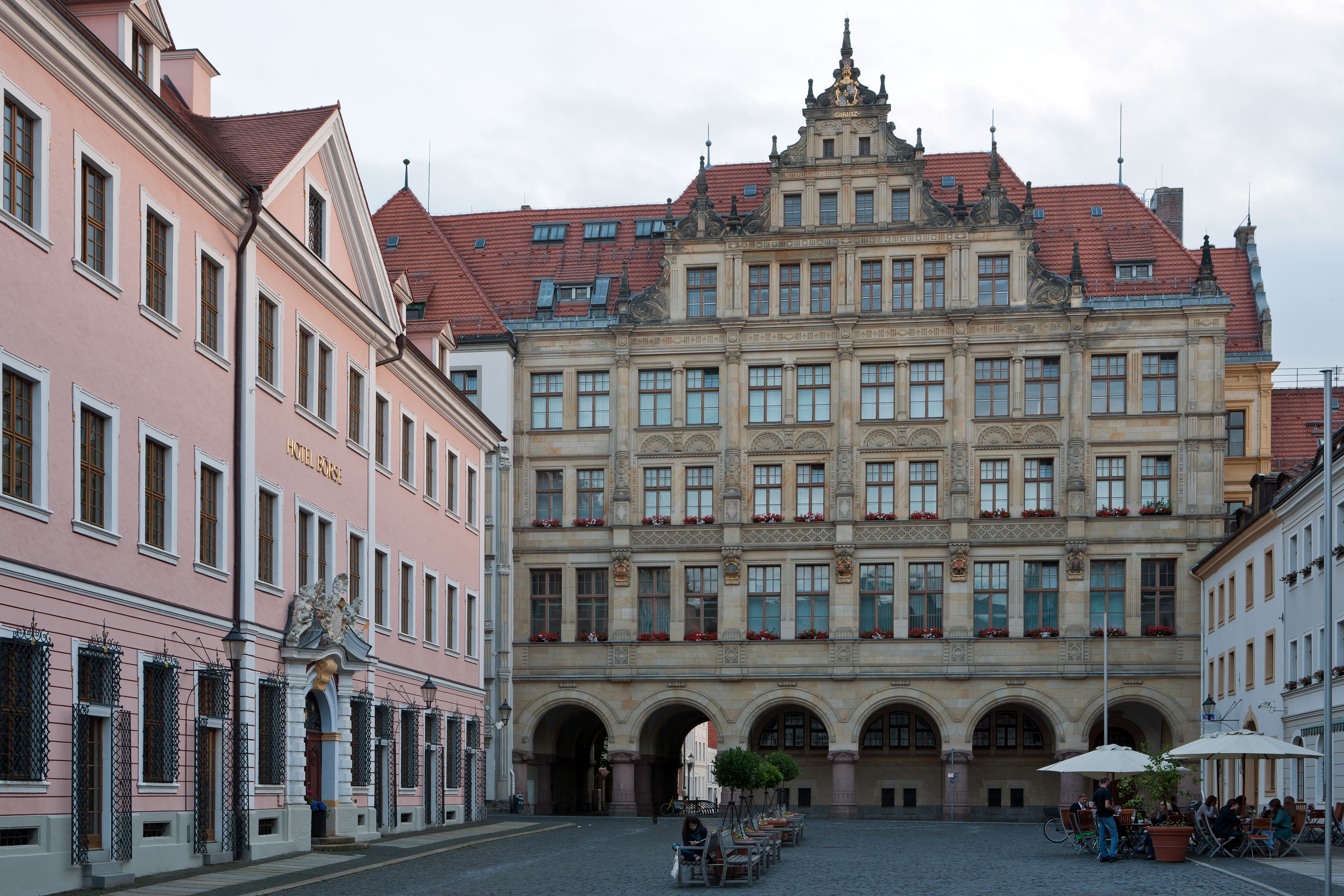
Primăria din Görlitz

La 21 august 2018 s-a decis să candideze drept candidat al CDU pentru postul de primar în Görlitz. În primul tur de scrutin de la 26 mai 2019 s-a clasat pe locul al doilea, cu  30,3% din voturi. Candidatul Sebastian Wippel (AfD) a obținut în primul tur 36,4% din voturi. În turul decisiv de la 16 iunie 2019 Ursu, susținut de toate celelalte partide, a fost ales primar cu 55,2% din preferințele exprimate. Ursu a preluat mandatul de primar la 1 august 2019.

## Legături externe
- Materiale media legate de Octavian Ursu la Wikimedia Commons